# Secamone uniflora
Secamone uniflora är en oleanderväxtart som beskrevs av Joseph Decaisne. Secamone uniflora ingår i släktet Secamone och familjen oleanderväxter. Inga underarter finns listade i Catalogue of Life.